# 特奎维恩·史密斯
特奎维恩·拉蒙特·史密斯（英語：Terquavion Lamont Smith，2002年12月31日—）為美國男子籃球運動員，現效力於土耳其籃球超級聯賽達魯沙法卡。

## 職業生涯
2023年7月，史密斯與费城76人簽下雙向合約。2024年9月，中国男子篮球职业联赛江苏肯帝亚與史密斯簽約。2024年11月，史密斯因家裡發生變故暫時離隊，史密斯代表江苏肯帝亚出賽10場，場均可貢獻28分、7.2籃板、6.9助攻。2025年1月，史密斯加入土耳其籃球超級聯賽達魯沙法卡。

## 外部連結
- 特奎维恩·史密斯在NBA（英语）
- 特奎维恩·史密斯在NBA G聯盟（英语）
- 特奎维恩·史密斯在土耳其籃球超級聯賽（英语）
- 特奎维恩·史密斯在中国男子篮球职业联赛
- 特奎维恩·史密斯在Basketball-Reference.com（NBA）（英语）
- 特奎维恩·史密斯在Basketball-Reference.com（NBA G聯盟）（英语）
- 特奎维恩·史密斯在Basketball-Reference.com（國際）（英语）
- 特奎维恩·史密斯在Sports-Reference.com（NCAA）（英语）
- 特奎维恩·史密斯在ESPN（NBA）（英语）
- 特奎维恩·史密斯在Eurobasket.com（球員）（英语）
- 特奎维恩·史密斯在Proballers（英语）
- 特奎维恩·史密斯在RealGM（英语）
- 特奎维恩·史密斯在中国篮球数据库
- 特奎维恩·史密斯在Flashscore（英语）